# Scrubs
Scrubs er en amerikansk tv-serie, der handler om tre nyudklækkede læger, der alle arbejder på hospitalet Sacred Heart. Genren er drama-komedie.
Seriens hovedperson er John Dorian (også kaldet J.D.), der bliver spillet af Zach Braff. Vi følger hans tanker i alle afsnit med undtagelse af syv, hvor man følger andre af hovedpersonernes tanker.
I kronologisk orden:
- His Story – Dr. Perry Cox (2. sæson)
- His Story II – Christopher Turk (3. sæson)
- Her Story – Elliot Reid (4. sæson)
- Her Story II – Carla Espinosa (5.sæson)
- His Story III – Janitor (5. sæson)
- His Story IV – Dr. Bob Kelso (6.sæson)
- Their Story – Dr. Todd Quinlain, Jordan Sullivan, Ted Buckland (6. sæson)

Bortset fra ovenvævnte afsnit starter alle afsnitstitler med "My... ".
Titlen "Scrubs", er et amerikansk slangudtryk for lægekitler.

## Plot – sæson for sæson
- Sæson 1

Den første sæson introducerer John Dorian (J.D.) og hans bedste ven Christopher Turk i deres første år udenfor den medicinske skole, hvor de begge er praktikanter på Sacred Heart Hospital. J.D. møder hurtigt sin direkte mentor Dr. Cox, en attraktiv ung kvinde (også praktikant) ved navn Elliot Reid, som han nærer en gemt forelskelse for, hospitalets pedel der gør sit for at gøre J.D.'s liv et levende helvede, hospitalets cheflæge Dr. Kelso der virker til at være mere bekymret for Sacred Hearts budget end patienternes velbefindende, og Carla Espinosa der er lederen af hospitalets sygeplejersker, der samtidig også begynder at date J.D.'s ven Turk mens hun lærer ham de vigtige regler og disciplinen ved at være i et seriøst forhold. I løbet af sæsonen møder karaktererne romance- og forholdsproblemer, familieforpligtelser, overvældende papirarbejde og et meget højt antal af patienter.
- Sæson 2

Den anden sæson fokuserer på J.D.'s andet år som praktiserende læge på Sacred Heart, hvor han er blevet det man kalder 'resident'. Som sæsonen tager sin udvikling kommer J.D.'s bror Dan (Tom Cavanagh) på visit, finansielle problemer rammer J.D., Elliot og Turk, Turk frier til Carla og Elliot begynder at date en sygeplejer ved navn Paul Flowers (Rick Schroder). Dr. Cox fortsætter sit seksuelle forhold til sin tidligere viv med overraskende og uventede følger.
- Sæson 3

I tredje sæson er stilles der skarpt på J.D.'s, Turks og Elliots tredje år på Sacred Heart og trioens andet år som 'residents'. Så snart som sæsonen påbegyndes vælger Elliot at ændre sit image med hjælp fra hospitalets pedel. J.D.'s ubestridelige kærlighed for Elliot blæser atter op, men i stedet begynder J.D. et forhold med Dr. Cox' ekskones, Jordan, søster Danni (Tara Reid), der ligesom søsteren også har følelser med sin tidligere mand. Turk og Carla er forlovede og planlægger deres bryllup. Turk, i fællesskab med Todd og de andre kirurger, forsøger ihærdigt at slippe af med den nye kirurg, Dr. Grace Miller (Bellamy Young), der ikke bryder sig om Turk som hun anser for værende en sexist. Det går godt med Dr. Cox og Jordan og deres søn Jack, selvom Dr. Cox udvikler en skoledrengsforelskelse i Dr. Miller. Han kæmper også med problemer vedrørende sin bedste vens død. Elliot kommer i et seriøst forhold med Sean Kelly (Scott Foley) og prøver at holde deres langdistanceforhold stabilt, da Kelly er i New Zealand i seks måneder. J.D. får til sidst overbevist Elliot om at slå op med Sean Kelly for at begynde at gå ud med ham, kun for at indse at han faktisk ikke elsker hende. Deres forhold holder tre dage. Sæsonen afslutter med Turk og Carlas bryllup, hvilket Turk misser pga. operation og kirkeforvirring.
- Sæson 4

I Scrubs' fjerde sæson går J.D. fra 'resident' til en fuldgyldig kollega til Dr. Cox, omend deres indbyrdes dynamik ikke ændres meget. Som sæsonen åbner returnerer Turk og Carla fra deres bryllupsrejse, men Turk skaber hurtigt dramatik da Carla forsøger at lave for mange ændringer på ham. Deres ægteskab og Turks og J.D.'s mangeårige venskab sættes på spil, da J.D. og Carla deler et kys i fuldskab – et såkaldt 'drunken kiss'. Dr. Cox og Jordan indser at deres skilsmisse ikke var finalen, men de gode nyheder formår at skabe noget friktion. Elliot er stadig sur over at J.D. knuste hendes hjerte, og situationen bliver endnu mere ukomfortabel og akavet da hun begynder at date J.D.'s bror. J.D. har dog sin egen kærlighed, da den attraktive psykiater, Dr. Molly Clock (Heather Graham), bliver ansat på Sacred Heart. Molly tjener også som Elliots mentor under sit ophold hos hospitalet.
- Sæson 5

Sæson fem begynder med at J.D. bor på hotel. Han er nu blevet en deltagende læge på niveau med Dr. Cox. Elliot har taget et nyt stipendium på et nyt hospital. Turk og Carla forsøger at få et barn på trods af at Turk stadig har sine tvivl. Sidst ankommer nogle nye praktikanter på hospitalet, hvor deres 'chef' viser sig at være Keith Dudemeister (Travis Schuldt) som Elliot gør til sin nye kæreste til J.D.'s store utilfredshed.
- Sæson 6

Sæson seks guider seerne gennem karakterernes modningsproces. J.D. skal nu til at indtræde i en faderrolle, da hans kæreste, Dr. Kim Briggs (Elizabeth Banks), venter hans barn. Turk og Carla bliver forældre, da Carla nedkommer med en datter. Elliot planlægger sit bryllup med Keith, selvom hun og J.D. stadig nærer stærke følelser for hinanden. Dr. Cox, der nu er far til to børn med Jordan, kæmper for at hans fejldisposition ikke skal gå udover hans evner som far.
- Sæson 7

I seriens syvende sæson kæmper J.D. og Elliot endnu engang for at benægte deres følelser for hinanden, selvom Elliot står til at blive viet med Keith mens J.D. venter barn med Kim. Desuden ser det ud til at pedellen har fået sig en kæreste. Bob Kelsos job hænger i en tynd tråd, da han nærmer sig alderen 65. J.D.'s bror aflægger desuden endnu et besøg.
- Sæson 8

I den ottende sæson ser man Dr. Kelsos erstatning komme; Dr. Taylor Maddox (Courtney Cox), der hurtigt laver masser af ændringer der direkte påvirker den metode lægerne behandler patienterne på. Elliot og J.D. diskuterer endelig deres oprigtige følelser for hinanden; pedellen og damen (Kit Pongetti) gifter sig, mens Dr. Cox bliver forfremmet til cheflæge. Turk bliver også forfremmet til chefkirurg på Sacred Heart.
- Sæson 9

I den niende sæson er en stor del af de originale skuespillere skiftet ud. Janitor og Ted Bucklands farvel er skrevet ind i sæsonen (i hhv. 'Our First Day of School' og 'Our Histories'), mens Zach Braff og Sarah Chalke, folkene bag J.D. og Elliot Reid, henholdsvis har været med i seks og fire episoder. Nye folk i form af Lucy Bennett (spillet af Kerry Bishé), Drew Suffin (spillet af Michael Mosley) og Cole Aaronson (spillet af Dave Franco) er hevet ind for at ændre formatet, mens førnævnte J.D. og Elliot er med for at tilpasse seerne den store omvæltning. Donald Faison (Christopher Turk) og John C. McGinley (Perry Cox) er fortsat en del af de faste skuespillere, mens Ken Jenkins, der spiller Robert Kelso, er med som en supporting character, mens Eliza Coupes karakter, Denise Mahoney, er blevet rykket op til den faste del af skuespillere. 
Den nye sæson fokuserer på Lucy Bennett, Drew Suffin og Cole Aaronsons forløb gennem medicinskolen. J.D. er ikke længere hovedperson i serien, da Zach Braff har valgt at indstille sin karriere indenfor skuespil og i stedet valgt at fokusere på producering og skabelse af film. Det har fået den nye hovedperson – Lucy Bennett – til at overtage faklen fra J.D., og nu er hun blevet fortæller og dagdrømmer.

## Hovedpersoner
Fra sæson et til otte:
- Zach Braff – J.D. (John Dorian)
- Sarah Chalke – Elliot Reid
- Donald Faison – Christopher Turk
- Neil Flynn – Janitor
- Ken Jenkins – Bob Kelso
- John C. McGinley – Perry Cox
- Judy Reyes – Carla Espinosa

Sæson ni:
- Donald Faison – Christopher Turk
- John C. McGinley – Perry Cox
- Eliza Coupe – Denise Mahoney
- Kerry Bishé – Lucy Bennett
- Michael Mosley – Drew Suffin
- Dave Franco – Cole Aaronson
- Zach Braff – J.D. (John Dorian) – seks afsnit

I Scrubs: Interns, der var en webisode-serie, som kronologimæssigt kørte i tråd med den ottende sæson, var der følgende hovedpersoner:
- Sonal Shah – Sonja "Sunny" Dey
- Eliza Coupe – Denise Mahoney
- Betsy Beutler – Katie Collins
- Todd Bosley – Howie Gelder

## Andre personer
- Robert Maschio: Dr. Todd "The Todd" Quinlan (119 episodes)
- Aloma Wright: Syjepleier Laverne Roberts (92 episodes)
- Sam Lloyd: Theodore "Ted" Buckland (94 episodes)
- Christa Miller: Jordan Sullivan (88 episodes)
- Johnny Kastl: Doug Murphy (48 episodes)
- Travis Schuldt: Dr. Keith Dudemeister (39 episodes)
- Charles Chun: Dr. Wen (21 episodes)
- Michael Hobert: Lonnie (16 episodes)
- Scott Foley: Sean Kelly (12 episodes)
- Tara Reid: Danni Sullivan (11 episodes)
- Elizabeth Banks: Dr. Kim Briggs (15 episodes)
- Heather Graham: Dr. Molly Clock (9 episodes)

Neil Flynns rolle, Janitors, navn blev ikke afsløret før sidste afsnit, hvori han, til JD, påstod at det var Glenn Matthews,hvorefter en person gik forbi, og kaldte ham ved et andet navn.

## Kendte gæstskuespillere
- Louie Andersen – Ham selv (1 afsnit)
- Nicole Sullivan – Jill Tracy (5 afsnit)
- Ed Begley, Jr. – Dr. Bailey (1 afsnit)
- Brendan Fraser – Ben Sullivan (3 afsnit)
- Heather Locklear – Julie Keaton (2 afsnit)
- David Copperfield – Ham selv (1 afsnit)
- Alan Ruck – Mr. Bragin (1 afsnit)
- Jay Leno – Ham selv (1 afsnit)
- Amy Smart – Jamie Moyer (3 afsnit)
- Ryan Reynolds – Spence (1 afsnit)
- Michael J. Fox – Dr. Kevin Casey (2 afsnit)
- Nestor Carbonell – Dr. Ramirez (1 afsnit)
- Kathryn Joosten – Mrs. Tanner(2 afsnit)
- Matthew Perry – Murray Marks (1 afsnit)
- Colin Farrell – Billy Callahan (1 afsnit)
- Phill Lewis – Hooch (4 afsnit)
- Jason Bateman – Mr. Sutton (1 afsnit)
- Mandy Moore – Julie Quinn (2 afsnit)
- Courteney Cox – Dr. Taylor Maddox (3 afsnit)

## Hovedpersonerne privat
Zach Braff (J.D) og Donald Faison (Turk) er ikke blot "bedstevenner" i serien. Siden de mødte hinanden på sættet til "Scrubs" har de været venner med det samme, de har også delt lejlighed en overgang. 
Bill Lawrence som er skaberen af "Scrubs", er gift med Christa Miller, som spiller Dr. Cox's ekskone Jordan.